# Sveriges statskalender
Sveriges statskalender var en uppslagsbok över organisationer och anställda inom främst staten och övrig offentlig förvaltning. Kalenderns första föregångare utgavs 1728, och namnet statskalendern introducerades år 1813. Den officiella statskalendern upphörde 2010, men en fortsatt utgivning i privat regi inleddes 2011. Utöver inbunden bok skedde en digitalisering i form av elektronisk bok (e-bok), sökningsmöjligheter via databas på webbplats, och mobiltelefon i och med årgång 200, Sveriges statskalender 2012. Utgivningen i privat regi upphörde 2015.

## Förebilder och föregångare
På 1600-talet började man på kontinenten ge ut ämbetsmannamatriklar, som kan anses vara föregångare till våra dagars statskalender. Statskalenderns förebild var den franska Almanach royal, utgiven sedan 1679. I Sverige utgavs 1728 en ”fullkommelig förteckning” över ämbets- och tjänstemän, som var bosatta i Stockholm. Förteckningen upptog även personer som var kommunalt verksamma samt utländska beskickningschefer. Utgivare var major Andreas Joachim von Henel (1687-1744). Denna vår första ämbetsmannamatrikel omfattade 262 sidor. 
von Henel fick Kungl Maj:ts tillstånd att fortsätta utgivningen och ge ut en ämbetsmannamatrikel som omfattade hela Sverige. Matrikeln, som gällde förhållandena 1729, trycktes i Tyskland i en tysk och en svensk upplaga, ”Det anno 1729 florerande Swerige”. Den tyska upplagan hade ett förord där von Henel motiverar varför han som soldat är utgivare av en tjänstemannamatrikel. von Henel menade att redan Julius Caesar var ett exempel på att soldater kunde umgås lika bra med pennan som med värjan.
Det dröjde till 1736 innan en ny upplaga kom, ”Det anno 1735 florerande Swerige”. von Henel hade tidigare haft svårt att få in uppgifter från myndigheterna, men lyckades 1735 få ett kungligt brev på att ämbetsmännen var skyldiga att insända uppgifter till kanslikollegium. Brevet kan ses som en föregångare till de kungliga brev och andra författningar som därefter under drygt 200 år ålade myndigheterna att insända uppgifter till statskalendern; förordningar som har varit förutsättningen för att statskalendern överhuvudtaget kunnat utges.
”Det florerande Swerige” var ett pionjärarbete. Kalendern hade bland annat ett personregister omfattande cirka 9 000 namn. Bland dess efterföljare dröjde det till 1877 års statskalender innan ett motsvarande register kom till. Sedan von Henel 1736 lämnat matrikelarbetet - han blev kommendant i Malmö - utgavs några kalendrar som innehöll ämbetsmannaförteckningar (Hof-calender, Historisk almanach). Men först i och med att Vetenskapsakademien 1747 fick sitt ensamt privilegium att utge almanackor, skedde en förändring. Peter Momma fick av akademien i uppdrag att fortsätta att ge ut sin ”Historisk almanach”, som innehöll en almanacka. Samtidigt övertog akademien även utgivandet av Hof-calendern. Bägge matriklarna utkom 1749, delvis med samma innehåll. Hof-calendern hade en utförligare redovisning av hovet och dessutom en förteckning över ordensinnehavare. 
Vetenskapsakademien kom även att ge ut en tredje kalender. År 1760 utkom ”Stockholms historiske calender för år 1761” som, förutom svensk historia från och med Gustav Vasa, innehöll en matrikel över tjänstemän i huvudstaden. Denna Stockholmskalender innehöll även redovisning av de lägre tjänstemännen.
Vetenskapsakademien utgav således hela tre kalendrar, som alla hade ungefär samma innehåll. Historisk almanach bytte namn ett par gånger och hette från 1795 ”Sveriges krigs- och civil calender”. Det blev också vanligt att man band alla tre kalendrar i ett band. Kalendrarna innehöll som framgår av namnet ett kalendarium, upprättat av Stockholms observatorium (kalendariet fanns i statskalendern till och med 1973 då det försvann i samband med att både observatoriet och statskalendern överfördes från Vetenskapsakademien till andra huvudmän). Snart uppstod tanken att slå ihop de tre kalendrarna till en enda. Efter en utredning föreslog akademien 1796 hos den dåvarande regenten, hertig Karl, att man skulle utge en enda ämbetsmannamatrikel. Men framstöten misslyckades; hertigen vill ha kvar alla tre kalendrarna och akademien fick fortsätta det av allt att döma betungande arbetet. Kalendrarna utkom tidigt i rätt stora upplagor. En uppgift talar om att 1805 varje kalender såldes i 2500 exemplar.

## Den moderna statskalenderns uppkomst
Vetenskapsakademien hade emellertid inte uppgett tanken att ge ut en enhetskalender. Efter nya utredningar lyckades man också få Kungl Maj:t att 1812 gå med på att endast två kalendrar skulle utges, nämligen Hofcalendern och Sveriges stats-calender. Den senare, den första egentliga statskalendern, var en hopslagning av Sveriges krigs- och civil-calender och Stockholms stads calender. Den innehöll fylliga förteckningar över civila och militära tjänstemän. Statskalendern 1813 hade cirka 300 sidor. 
Inom Vetenskapsakademien hade ingen särskild person tidigare haft ansvaret för kalendrarna, vilket medförde svårigheter. Men 1813 tillsattes Johan Adolf Leijonmarck att mot viss lön handha akademiens kalendrar. Han blev den förste redaktören för statskalendern. 
Från 1816 hette statskalendern ”Sveriges och Norriges stats-calender” och upptog således även Norges ämbetsmän. Hof-calendern nedlades 1823 och dess innehåll överfördes i stort sett till statskalendern. Statskalendern kallades 1816-1876 Sveriges och Norges statskalender. Fr.o.m. 1877 och till unionsupplösningen 1905 utkom de svenska och norska statskalendrarna var för sig men vardera kalendern hade ett bihang med ett utdrag av den andra. 
En viktig reform i statskalenderns redovisning av ämbetsverken genomfördes 1863, då efter förslag från Vetenskapsakademien att kungl. brev utfärdades som fastställde i vilken ordning myndigheterna skulle redovisas. Även om åtskilliga omflyttningar därefter skett. Efter Kungliga Huset följer regeringen och dess kansli samt därefter departementsvis de centrala ämbetsverken. Sedan kommer riksdagen och efter denna den regionala förvaltningen. Tjänstemännen redovisades tidigare strikt efter anciennitet och lönegrad. Lönegradsredovisningen har så gott som helt försvunnit och ancienniteten börjat ersättas av alfabetiska förteckningar. Förutom förteckningen över ämbetsverken innehöll statskalendern bland annat ordensförteckning. I början av 1900-talet kritiserades kalendern för dessa ordenslistor. En fjärdedel av kalenderns volym upptogs av ordensredovisningen. I en ledare den 8 oktober 1919 menade till exempel Social-Demokraten att det inte var rimligt att en för statsförvaltningen oumbärlig uppslagsbok tyngdes av dylik ballast. Det skulle emellertid dröja 50 år innan ordensredovisningen försvann. 1969 års utgåva blev den sista som redovisade ordensinnehavare. Det innebar att kalendern kraftigt minskade i volym.
Ett intressant mellanspel var den konkurrentkalender, Sveriges rikskalender, som Norstedts utgav 1905-1913. Bakgrunden var att Kungl. Vetenskapsakademien överlåtit sitt almanacksprivilegium till Almqvist & Wiksell 1905, sedan Norstedts haft det från och med tidigt 1800-tal. Rikskalendern redovisade förutom de uppgifter som statskalendern hade även vissa kommunala och enskilda verksamhetsområden samt översikter över förvaltningen. Redaktör för Rikskalendern var Thorsten Törngren. När Rikskalendern upphörde blev Törngren redaktör för statskalendern. Han tog med sig åtskilliga bra idéer från den nedlagda Rikskalendern. Bland annat kom statskalendern från och med 1914 att inrymma ett bihang som delvis alltjämt finns kvar, nu med Enskilda institutioner. Informationen är hämtad ur ”Kungl bibliotekets utställningskatalog nr 77”.
Statskalendern innehåller ett brett spektrum av uppgifter om ledande befattningshavare i stat, län, landsting, kommuner, myndigheter, affärsverk med mera. Den innehåller också uppgifter om befattningshavare vid Kungliga Hovstaterna, Europeiska Unionen, utländska beskickningar, vetenskapliga akademier, aktiebolag med statligt ägande, vissa enskilda institutioner och sammanslutningar med mera.
Statskalendern utgavs t.o.m. 1973 av Vetenskapsakademien och utgavs sedan från 1974 enligt avtal mellan staten och C E Fritzes AB, en gren av företaget Norstedts juridik AB. Utgivningen har reglerats av statskalenderförordningen, SFS 2001:750. Utgivningen har letts av en kalenderkommitté, med ledamöter utsedda av finansdepartementet och förlaget. Myndigheter har varit skyldiga att årligen lämna uppgifter till statskalendern.
I november 2010 meddelade Norstedts juridik att man kommer att upphöra utgivningen av Statskalendern. Detta efter att en förfrågan om bidrag till produktionen av boken avslagits av regeringskansliet. Den tidigare redaktionskommittén för statskalendern har splittrats, bland annat på grund av brist på föryngring och således pensionsavgångar. Regeringskansliet ser sig inte ha vara skyldiga att fortsätta utgivningen. Under 2011 har dock ett förlag, Skydd och välfärd i Sverige AB, meddelat att man avser skyndsamt att fortsätta utgivningen.
Sveriges statskalender 2011 (årgång 199) utkom i juni 2011. Utöver en inbunden bok på 812 sidor, skedde en digitalisering i form av elektronisk bok (e-bok), sökningsmöjligheter via databas på webbplats och mobiltelefon, i och med årgång 200, Sveriges statskalender 2012. Utgivningen upphörde 2015.
Till statskalendern motsvarande administrativa handböcker om statens verksamhet och tjänstemän finns i de flesta västerländska länder.